# آبغوره

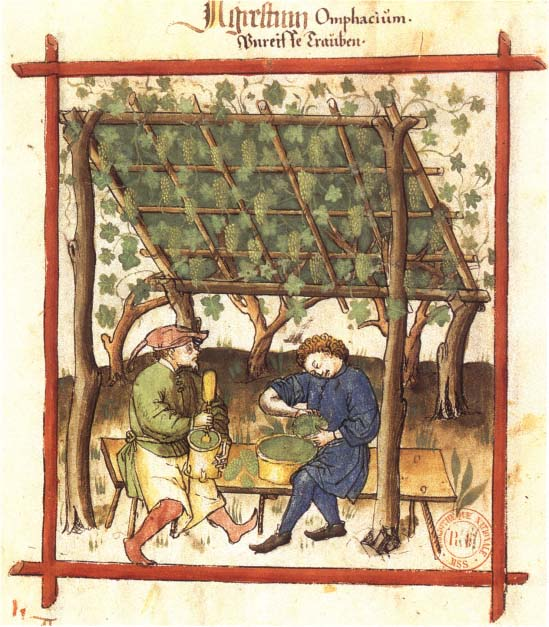
چیدن انگور سبز برای ساخت آبغوره.

آبغوره یا آب غوره عصارهٔ غوره است که برای طعم دادن و ترش کردن غذا به کار می‌رود.

## ویژگی‌ها
آبغوره دارای ویتامین C است ومی‌تواند در التهاب مخاط دهان و خونریزی لثه‌ها مؤثر باشد. همچنین به دلیل ترکیبات ضدعفونی‌کننده، می‌تواند در پاک کردن معده و روده و دردفع کرم روده مفید باشد.
صفرابری، دفع زردی، تقویت کبد، کمک به درمان پا درد و کمردرد، درد سیاتیک و روماتیسم، دفع سموم از طریق کلیه‌ها، کاهش حرارت بدن و رفع عطش، محرک اشتها، افزایش جذب املاح معدنی به ویژه آهن و بازشدن قاعدگی در زنان از جمله خواص آبغوره است.
آبغوره طبع سرد و خشک دارد و برای افراد سرد مزاج، افرادی که دچار ضعف اعصاب هستند، زنان باردار، مبتلایان به زخم معده و التهاب روده، مبتلایان به بیماری کلیوی (در مواردی که آبغوره همراه با نمک است) توصیه نشده‌است.
همچنین گفته شده: با نوشیدن یک استکان آبغوره می‌توان بیماری‌های بدن را از جمله «قند خون»، «مشکلات کبدی»، «چربی خون» و «فشار خون» تشخیص داد. به‌طور آبغوره با خواص اعجاب‌انگیز خود در انواع غذاها، دسرها، خورشت‌ها در سطح وسیع مورد استفاده قرار می‌گیرد.

### دستگاه آبغوره‌گیری صنعتی
دستگاه آبغوره‌گیری چند کاره به منظور تهیه و تولید آبغوره باکیفیت طراحی شده‌است تا به کمک آن این عمل به سهولت بیشتری انجام شود.